# Villemoutiers
Villemoutiers is een gemeente in het Franse departement Loiret (regio Centre-Val de Loire) en telt 483 inwoners (1999). De plaats maakt deel uit van het arrondissement Montargis.

## Geografie
De oppervlakte van Villemoutiers bedraagt 16,0 km², de bevolkingsdichtheid is 30,2 inwoners per km².
De onderstaande kaart toont de ligging van Villemoutiers met de belangrijkste infrastructuur en aangrenzende gemeenten.

## Demografie
Onderstaande figuur toont het verloop van het inwonertal (bron: INSEE-tellingen).